# Fulletó (periòdic)
|  | Per a altres significats, vegeu «Fulletó (desambiguació)». |

Un fulletó (del francès feuilleton, diminutiu de feuillet, el full d'un llibre) era originalment un tipus de suplement adjunt a la secció de política de la premsa francesa, que consistia principalment en notícies no polítiques, xafarderies literatura i crítica d’art, crònica de les darreres modes, epigrames, xarades i altres bagatel·les literàries.
El terme feuilleton va ser inventat pels editors del diari francès Journal des débats Julien Louis Geoffroy i Louis-François Bertin, el 1800.

## Història

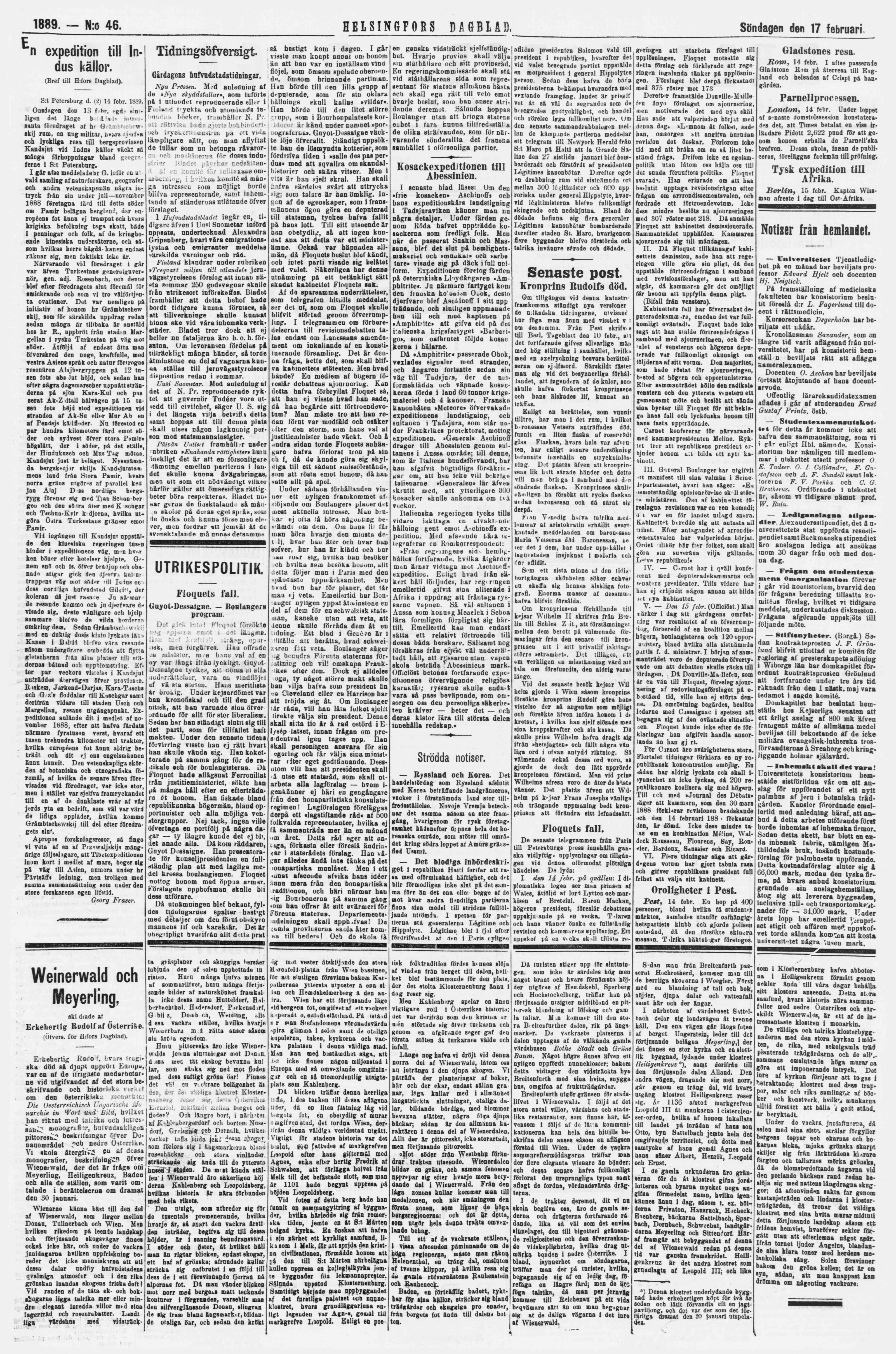
Una pàgina del diari finès Helsingfors Dagblad (1889), que mostra un fulletó a la part inferior.

Un suplement anomenat «Feuilleton» va aparèixer per primera vegada el 28 de gener de 1800 al diari Journal des débats. La paraula «feuilleton» significava «una fulla» o, en aquest sentit, «un tros de paper». Aviat el suplement es va convertir en la columna habitual dedicada a temes culturals i d'entreteniment. És important tenir en compte que el terme català columna significa tant una part d'un article com el tipus de gènere periodístic.
Els feuilletons originals no solien imprimir-se en un full separat, sinó que només estaven separats de la part política del diari per una línia gruixuda i s'imprimien en tipus de lletra més petit, al terç inferior de la pàgina.
El 1836, el diari parisenc La Presse va començar a fer circular per primera vegada un full separat del document titulat «Feuilleton» en què s'incloïen articles culturals. Aquest desenvolupament francès de la idea va ser reprès posteriorment pel director de Die Presse de Viena i el «feuilleton» aviat es va utilitzar habitualment en diversos altres diaris de Viena.
Molt sovint, el fulletó exercia simplement un paper d'entreteniment i, amb l'ajut de l'animació estilística, cridava l'atenció del lector sobre un número determinat d'un diari o revista. En estendre's l'alfabetització cap a les classes humils gràcies a les conquestes socials de les revolucions burgeses, es va experimentar la necessitat d'una literatura escapista de consum massiu i barat cost, de manera que pogués ser adquirida pels sectors menys afavorits de la societat. En conseqüència, els diaris van començar a incloure petits capítols de novel·les a la franja baixa dels diaris o com petits quadernets o fullets, (d'aquí el nom fulletó) que se succeïen cada dia i l'acció dels quals acaba en suspens per suscitar la curiositat del lector (i, per tant, la seva continuïtat en la lectura). La innovació va ser tot un èxit i permetia la venda massiva de diaris. Després, moltes d'aquestes obres narratives es publicaven en format llibre o sense pastes cares. Per extensió, aquestes novel·les acabarien sent anomenades novel·les de fulletó.

## Estil
El fulletó és un gènere d'escriptura que permet molta llibertat periodística pel que fa al seu contingut, composició i estil; el text és híbrid, cosa que significa que fa ús de diferents estructures de gènere, tant periodístiques com literàries. La característica d’una columna és també la manca del grup de trets fixos en forta relació estructural.
El domini temàtic d'una columna «fulletó» tendeix a estar sempre actualitzat, i se centra específicament en qüestions culturals, socials i morals. Un paper accentuat i actiu del columnista com a tema de la narració també és una característica molt important d’aquest gènere. El to de la seva escriptura sol ser reflexiu, divertit, irònic i sobretot molt subjectiu a l’hora d’extreure conclusions, valoracions i comentaris sobre un tema concret.
A diferència d'altres gèneres periodístics habituals, l'estil «fulletó» és molt proper al literari. El seu tret característic és la lleugeresa i l'enginy que demostren el joc de paraules, la paròdia, la paradoxa i les hipèrboles humorístiques. El vocabulari no sol ser neutre i predominen les paraules i frases amb molta càrrega emocional.